# Belgische federale verkiezingen 2010/Kandidatenlijsten/Vlaams Belang
Dit zijn de kandidatenlijsten van het Vlaams Belang voor de Belgische federale verkiezingen van 2010. De verkozenen staan vetgedrukt.

## Antwerpen

### Effectieven
1. Gerolf Annemans
2. Rita De Bont
3. Bruno Valkeniers
4. Jan Mortelmans
5. Marleen Van Den Eynde
6. Dimitri Hoegaerts
7. Peter Lemmens
8. Lieven Van Haelst
9. Peggy Pooters
10. Philip Maes
11. Mieke De Moor
12. Staf Neel
13. Tim Willekens
14. Ingrid Kluppels
15. Angie Bosmans
16. Walter Vochten
17. Rosa Van Cleempoel
18. Mannu Dox
19. Ella Cornelis
20. Suzy Lismont-Cools
21. Guy Dirckx
22. Valery Van Gorp
23. Fanny Schenkels
24. Alexandra Colen

### Opvolgers
1. Jan Mortelmans
2. Ilse Van Echelpoel
3. Paul Meeus
4. Johan Van Brusselen
5. Steven Vollebergh
6. Caroline Drieghe
7. Jan Claessen
8. Sabine De Wit
9. Anne-Mie Claus-Van Noten
10. Frans Poortmans
11. Chris Luyckx
12. Lieve Kempen
13. Jan Penris

## Brussel-Halle-Vilvoorde

### Effectieven
1. Filip De Man
2. Carine Lootens-Stael-Van Mol
3. Bart Laeremans
4. Georges Gillis
5. Gerda Van Hecke-Veldeman
6. Gunter Timmermans
7. Jörgen Noens
8. Dries Deville
9. Suzy Jacobs
10. Ben Bessemans
11. Anne-Marie Vanhauwaert
12. Raymond De Roover
13. Christine Pynket
14. Katie Van der Heyden
15. Gilbert Schoonjans
16. Nicole Depril-Pevenage
17. Nadine Motten
18. Carine Van Bael
19. Sofie Vanassche
20. Ann Frans
21. Philip Claeys
22. Joris Van Hauthem

### Opvolgers
1. Bart Laeremans
2. Marleen Fannes
3. Klaas Slootmans
4. Evert Hardeman
5. Inge Moysons
6. Eddy Van Calsteren
7. Kristel Tourne
8. Billy Debacker
9. Vera Vandormael
10. Lucia Van Baden
11. Anny Van Cleynenbreugel
12. Dominiek Lootens-Stael

## Leuven

### Effectieven
1. Hagen Goyvaerts
2. Christine De Winter
3. Andy Bonnyns
4. Odette Van Brusselen
5. Annick Vanacken
6. Jos Claes
7. Mark Moorhem

### Opvolgers
1. Nico Creces
2. Anita Uyttebroek
3. Maria Van Der Bruggen
4. Maurice Elinckx
5. Anita Vermeylen
6. Felix Strackx

## Limburg

### Effectieven
1. Bert Schoofs
2. Annick Ponthier
3. Chris Janssens
4. Ludo Dilien
5. Veronique Bartels
6. Johan Van Reeth
7. Kristy Balette
8. Inge Simons
9. Jos Drykoningen
10. Marina Herbots
11. Jozef De Clercq
12. Katleen Martens

### Opvolgers
1. Annick Ponthier
2. Leo Pieters
3. Leo Joosten
4. Mercedes Armirotto
5. Christel Fonteyn
6. Michel Biets
7. Jos Robben

## Oost-Vlaanderen

### Effectieven
1. Guy D'haeseleer
2. Barbara Pas
3. Tanguy Veys
4. Steve Herman
5. Sabrina Dessein
6. Frauke Wolf
7. Stephan Bourlau
8. Olaf Evrard
9. Toon Truyman
10. Mia Wauters
11. Lena Van Boven
12. Steven Creyelman
13. Patricia Segers
14. Wouter Bracke
15. Ilse Craessaerts
16. Jan Lievens
17. Gabi De Boever
18. Sylvia Rombaut
19. Veerle De Gussem
20. Frans Wymeersch

### Opvolgers
1. Alain Cleyman
2. Gerda Van Steenberge
3. Ortwin Depoortere
4. Kristof Slagmulder
5. Marleen Reyniers
6. Patrick De Roo
7. Heidrun Van Moeseke
8. Bart Wallaert
9. Marie-Jeanne Mathys
10. Gilberte Geers
11. Erik Tack

## West-Vlaanderen

### Effectieven
1. Peter Logghe
2. Reinhilde Castelein
3. Koen Bultinck
4. Christian Verougstraete
5. Isa Verschaete
6. Jean-Pierre Inghelbrecht
7. Nancy Six
8. Dieter Alyn
9. Suzanne Lacombe-Verbeest
10. Els Barbary-Vanbrakel
11. Rika Buyse
12. Patrick De Bruyne
13. Martine Vanbrabant
14. Mireille Jaegers-Demonie
15. Arnold Bruynooghe
16. Stefaan Sintobin

### Opvolgers
1. Koen Bultinck
2. Dominiek Spinnewyn-Sneppe
3. Dieter Van Parys
4. Pascal Maertens
5. Reinilde Van Cleemput
6. Veronique Coutteau
7. Anja Viaene
8. Patrick De Vyt
9. Agnes Bruyninckx-Vandenhoudt

## Senaat

### Effectieven
1. Filip Dewinter
2. Anke Van dermeersch
3. Jurgen Ceder
4. Nele Jansegers
5. Karim Van Overmeire
6. Linda Vissers
7. Frank Creyelman
8. Jan Laeremans
9. An Braem
10. Annemie Peeters-Muyshondt
11. Koen Ooms
12. Barbara Bonte
13. Wim Van Dijck
14. Johan Deckmyn
15. Wim Wienen
16. Sonja Warpy
17. Katty Tournoij
18. Hilde Raman
19. Geert Smets
20. Christel Heylen
21. Patsy Durnez
22. Karel Indeherberge
23. Hilde De Lobel
24. Freddy Van Gaever
25. Hugo Coveliers

### Opvolgers
1. Yves Buysse
2. Nele Jansegers
3. Frédéric Erens
4. Werner Somers
5. Hilde Van Echelpoel
6. Goedele Van Haelst
7. Veronique Doucet
8. Roland Pannecoucke
9. Peter Pauwels
10. Martine Decanniere
11. Nadia Van Beughem
12. Etienne Vlaminck
13. Reddy De Mey
14. Marijke Dillen